# Гризлі
Гризлі (Ursus arctos horribilis) — підвид бурого ведмедя (Ursus arctos), що мешкає переважно на Алясці і в західних районах Канади. За зовнішнім виглядом і розмірами гризлі близький до сибірських підвидів бурого ведмедя.

## Поширеність
Колись гризлі був поширений від Аляски до Техасу і півночі Мексики, на початок XXI ст. водиться тільки на Алясці і на заході Канади (Юкон, заході Північно-Західних територій та Альберти, Британська Колумбія). Ізольовані популяції збереглися в Скелястих горах — у північному Айдахо, західній Монтані і північно-західному Вайомінгу, а також у північних Каскадних горах у штаті Вашингтон.

## Зовнішній вигляд і анатомічні особливості
Будовою тіла і зовнішнім виглядом гризлі вельми схожий на звичайного бурого ведмедя, але, в цілому, більший, важчий, незграбніший і сильніший від нього. Однією з характерних ознак гризлі є його величина: у той час як звичайний ведмідь рідко досягає 2,2 м в довжину, величина гризлі зазвичай становить 2,4-2,5 м, і важить він до 450 кг. Має могутні щелепи — сила укусу може досягати 230 кг. Хвіст у нього коротший, ніж у звичайного бурого ведмедя, а кігті більші — до 15 см. Його плечі, шия і черево покриті темно-коричневим, на кінцях світлішим волоссям, що надає його хутру сивуватого відтінку; звідси назва — grizzly означає «сивуватий».

## Спосіб життя і поведінка
За способом життя гризлі — типовий бурий ведмідь, наприклад впадає в зимову сплячку і харчується переважно рослинною їжею. Тільки в ранній молодості гризлі може залазити на дерева, зате з легкістю перепливає широкі річки. Вміло ловить рибу. Також гризлі люблять розоряти вулики і їсти мед.

## Значення для людини
Гризлі є одним з найбільших і найлютіших північноамериканських хижаків. Наукова назва цього підвиду, horribilis, перекладається як «страшний, жахливий». За старих часів люди описували гризлі як страшну і люту тварину; говорили, що він не боїться людини, а, навпаки, йде прямо на неї, на коні вона чи йде пішки, озброєна або беззбройна. Популяція гризлі значно скоротилася в кінці XIX ст. — на початку XX ст., коли їх почали масово відстрілювати фермери, щоб вберегтися від нападів на свійську худобу.
На сьогодні гризлі перебувають під охороною і мешкають переважно в національних парках США: Єлловстонському, Маунт-Маккінлі та парку Ґлейшер, звідки гризлі розселяють в інші штати США. Місцями гризлі настільки розмножились, що на них дозволяють сезонне полювання.
Відомі випадки нападу гризлі на людину, часом з летальними наслідками. Їхніми жертвами стають переважно туристи, які підгодовують ведмедів. Гризлі часто відвідують звалища харчових відходів, скупчуються біля туристських кемпінгів і наметів. Потривожений під час споживання їжі гризлі може розлютитися і напасти.

## Ілюстрації

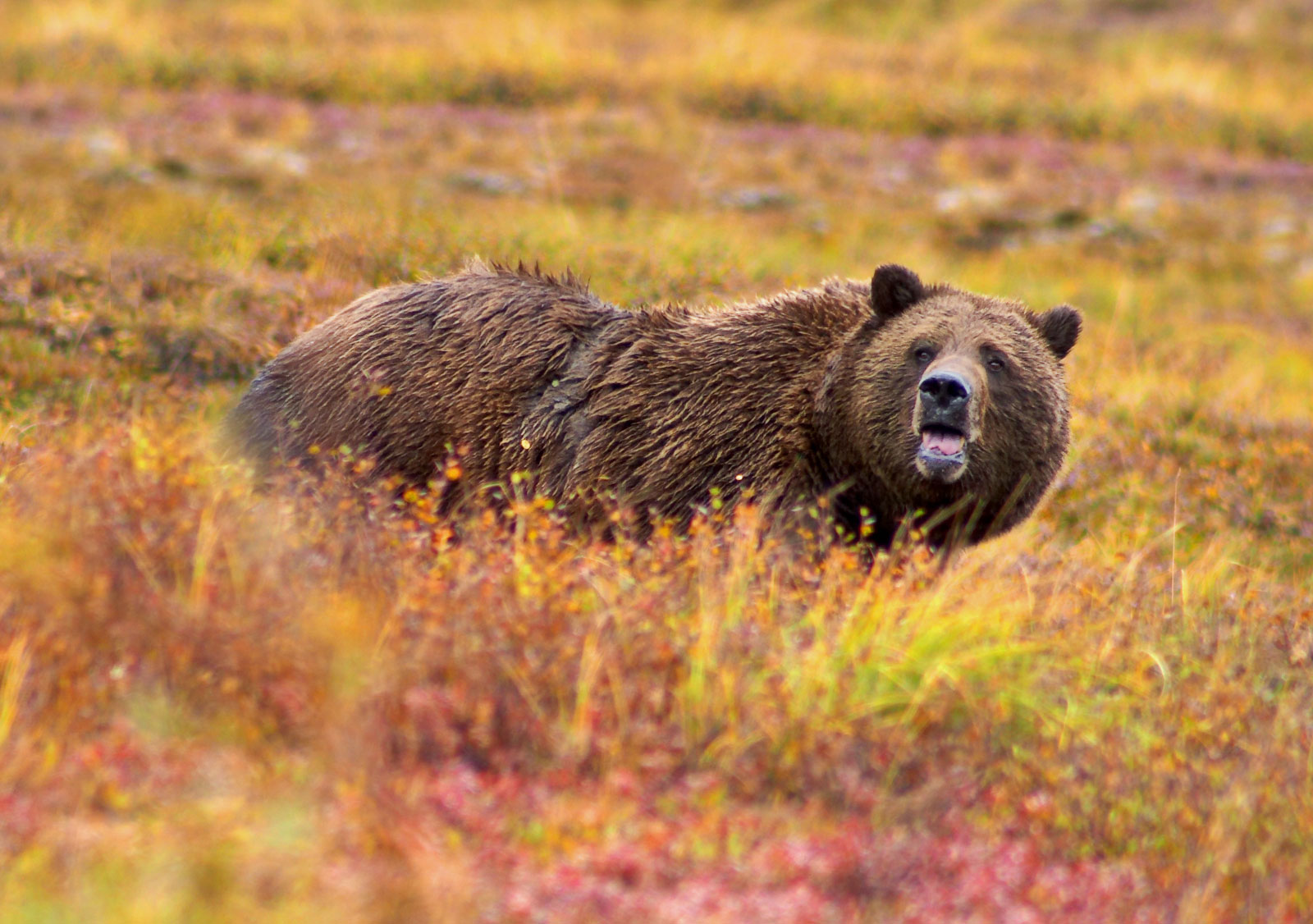
Гризлі в національному парку Деналі (Аляска)
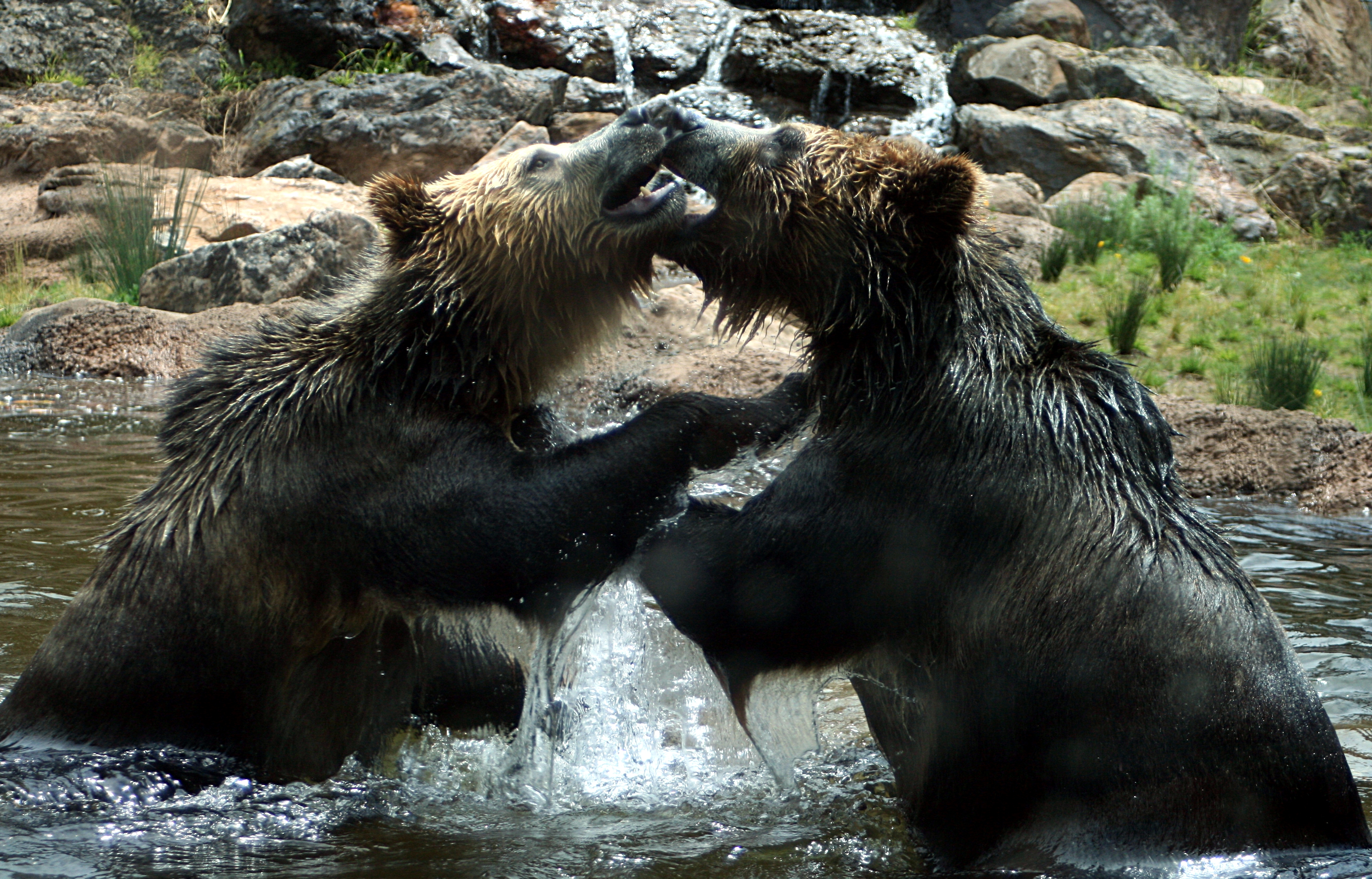
Два гризлі в зоопарку Сан-Франциско